# Giuseppe Belli (cantante)
Giuseppe Belli, noto anche come Giovanni Belli o con il nome d'arte Il Cortoncino (Cortona, 1732 – Napoli, 19 gennaio 1760) è stato un cantante castrato italiano.

## Biografia
Evirato prima della pubertà, Belli salì alla ribalta nel 1752, quando rimpiazzò il castrato Giovanni Bindi come secundo uomo a Dresda, dove raggiunse un grande successo. Belli si affermò soprattutto come apprezzato interprete dell'opera di Johann Adolph Hasse, di cui interpretò i ruoli di Segimiro nell'Arminio (1753), Acomate in Solimano (1753), Minteo ne L'eroe cinese (1753), Idaspe nell'Artemisia (1754), Varo nell'Ezio (1755), Agenore ne Il re pastore (Hubertusburg, 1755) e Licida ne L'olimpiade (Dresda e Torino, 1756).
Giuseppe Belli fu molto apprezzato per la voce che, come riporta Ernst Ludwig Gerber, fu capace di commuovere fino alle lacrime tutto il pubblico con la sua interpretazione di "Consola il genitore" nella Licida, un'aria scritta appositamente per lui da Hesse. Gottlieb Wilhelm Rabener definì Belli "divino" e tra i suoi molti ammiratori c'era anche Johann Joachim Winckelmann, che lodò il castrato per la voce e per la sua avvenenza fisica, piangendone amaramente la morte nel 1760. Belli infatti era noto non solo per la sua voce, ma anche per il suo viso d'angelo, che lo rese un favorito del pubblico femminile di Dresda.
Con lo scoppiare della guerra dei sette anni Belli tornò in Italia, recandosi a Napoli per cantare nella prima dell'opera di Hasse Artaserse. Il castrato fu pugnalato a morte il giorno prima della prima da un veneziano invidioso, come riporta Winckelmann. Il suo funerale si tenne il 28 gennaio 1760 alla Chiesa di San Giovanni Battista dei Fiorentini, con la direzione musicale di Giuseppe de Majo e un folto pubblico a lutto che comprendeva i "Signori Virtuosi di Musica Napoletani".